# Powierzchnia
Powierzchnia – zbiór punktów (miejsce geometryczne) o tej własności, iż można wokół każdego jej punktu zbudować (niewielką) sferę, która w przecięciu z tym zbiorem daje jedynie obiekty jednowymiarowe (krzywe). Jest to trójwymiarowy odpowiednik pojęcia krzywej. Powierzchnia jest także potocznym określeniem pola powierzchni.

## Definicja formalna
Powierzchnia to continuum o wymiarze 2, tj. takie continuum, iż każdy jego punkt posiada pewne otoczenie, którego brzeg nie zawiera żadnego continuum o wymiarze 2 lub wyższym jednak zawiera continuum o wymiarze 1.
Powierzchnia może w szczególności rozgałęziać się.

## Klasyfikacja powierzchni w topologii algebraicznej
Zwarte domknięte (bez brzegu) powierzchnie (czyli takie dla których otoczenie każdego punktu jest homeomorficzne z {\displaystyle \mathbb {R} ^{2}}) można podzielić na klasy równoważności zgodnie z relacją równoważności zadaną przez homeomorfizm. Twierdzenie o klasyfikacji powierzchni mówi wtedy, że takich klas równoważności jest przeliczalnie wiele i każda z nich ma reprezentanta jednej z 3 postaci:
1. Sferę {\displaystyle S^{2}}
2. Sumę spójną (wzdłuż {\displaystyle S^{1}}) g torusów dla {\displaystyle g\geqslant 1}
3. Sumę spójną (wzdłuż {\displaystyle S^{1}}) k kopii {\displaystyle \mathbb {R} P^{2}} dla {\displaystyle n\geqslant 1}

Pozwala to na klasyfikacje powierzchni na podstawie tylko dwóch informacji: genusu oraz czy przestrzeń jest orientowalna. Dodatkowo przestrzenie orientowalne mają nietrywialną najwyższą grupę homologii {\displaystyle H_{2}(\Sigma _{g})=\mathbb {Z} } a nieorientowalne nie {\displaystyle (H_{2}(\Gamma _{k})=0).}

## Przykłady powierzchni
- helikoida
- hiperboloida
- płaszczyzna
- powierzchnia stożkowa
- powierzchnia wielościenna
- rogata sfera Alexandera
- sfera
- torus